# Революционная социалистическая партия (Швеция)
Революцио́нная социалисти́ческая па́ртия, РСП (швед. Revolutionära Socialistiska Partiet, RSP) — ультралевая политическая партия в Швеции, действовавшая с 1945 по 1953 год, шведская секция Четвертого интернационала в 1949—1953 годах.

## Краткая история
Партия появилась в 1945 году после выхода из Левой социалистической партии (ЛСП) группы во главе с Эвальдом Хёглундом, Готтфридом Нибергом (Gottfrid Nyberg) и Антоном Нильсоном. Тогда она приняла название Независимая рабочая партия, НРП (Oberoende Arbetarpartiet, OAP). Причиной откола был, по мнению группы Хёглунда—Нильсона, прозападный курс ЛСП. НРП начала издание газеты «Vårt Ord» (Наше слово, вышло два номера).
В 1949 году НРП была преобразована в группу «Революционные социалисты», РС (Revolutionära Socialister, RS). Тогда же стала первой шведской секцией Четвёртого интернационала. В следующем, 1950, году группа изменили своё название на РСП. Партия приняла участие в муниципальных выборах 1950 года в Стокгольме, на которых набрала около 1900 голосов. Также активно участвовала в забастовке докеров 1951 года. Издавала газету «Internationalen» (вышло два номера).
В соответствии с решением Мирового конгресса Четвёртого интернационала 1951 года об энтризме в социал-демократические и коммунистические партии, РСП должна была влиться в социал-демократическую партию. Активисты организации выступили против этого решения. Организация фактически прекратила своё существование в 1953—1954 годах.